# Tetralonia cinctella
Tetralonia cinctella är en biart som först beskrevs av Saunders 1908.  Tetralonia cinctella ingår i släktet Tetralonia och familjen långtungebin. Inga underarter finns listade i Catalogue of Life.